# Chondrocyt

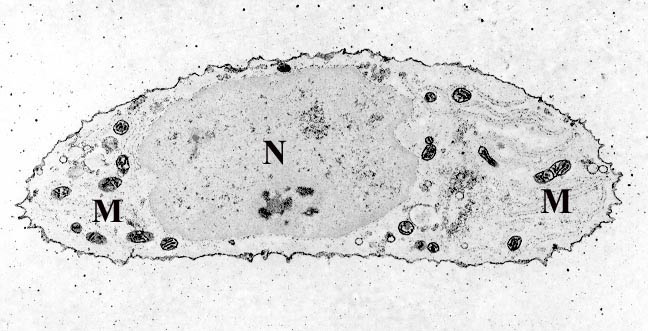
Chondrocyt

Chondrocyt (z řec. chondros–chrupavka, kytos–buňka) je hlavní buňka vyskytující se v chrupavce. Vzniká z mezenchymálních chondroblastů, buněk schopných se dělit. Chondrocyty se nachází v dutinách zvaných lakuny a produkují mimobuněčnou hmotu (především kolagen, elastin, hyaluronan, proteoglykany). Mají eliptický nebo kulovitý tvar a často se vyskytují ve skupinách po osmi. Jejich energetické možnosti jsou velice omezené. Ačkoliv musí vyrábět velké množství proteinů, většinu energie k tomu získávají pouze pomocí anaerobního dýchání, protože v chrupavce je nedostatek kyslíku (není vůbec prokrvena).
Produkce chrupavkové tkáně je velice striktně řízena hormony. Růst chrupavky podporuje thyroxin, testosteron a nepřímo i somatotropin; opačně působí kortizon, hydrokortizon a estradiol. Rakovinné bujení chondrocytů je buď benigní chondrom nebo maligní chondrosarkom.